# کولاپ، استرالیای غربی
کولاپ (به انگلیسی: Coolup) یک شهرک در استرالیا است که در استرالیای غربی واقع شده‌است.